# Жан Жак Русо
Жан-Жак Русо (фр. Jean-Jacques Rousseau;  Женева, Швајцарска, 28. јун 1712 — Ерменонвил, Француска, 2. јул 1778), био је швајцарско-француски филозоф, писац, политички теоретичар и самоуки композитор из доба просветитељства. Жан-Жак Русо је био најутицајнији филозоф просветитељства. Он је сматрао да је савремена култура негација природе и зато је говорио да људи треба да се врате природи - слободи и једнакости. За Русоа неједнакост је настала са приватном имовином, а држава уговором. За Жан-Жака Русоа, као просветитеља, васпитање је било темељ друштва. Русов неизмеран утицај је у томе што је био први прави филозоф романтизма. Код њега се први пут помињу многе теме које су доминирале интелектуалним животом наредних стотину година, као што су: уздизање осећања и невиности и умањивање значаја интелекта; изгубљено јединство људског рода и природе; динамична концепција људске историје и њених различитих нивоа; вера у теологију и могућности обнављања ишчезле слободе.
Русоова новела Емил, или о образовању је расправа о образовању целе особе ради држављанства. Његова сентиментална новела Julie ou la Nouvelle Héloïse је била важна у развоју пре-романтизма и романтизма у фикцији. Русоови аутобиографски записи — његове Исповести, који су иницирали модерно аутобиографско писање, и његово дело Les Rêveries du promeneur solitaire — примери су покрета из касног 18. века познатог као Доба сензибилност, и имали су знатан фокус на субјективности и интроспекцији што је касније карактерисало модерно писање. Његова дела О пореклу неједнакости и Друштвени уговор су темељи савремене политичке и друштвене мисли.
Током периода Француске револуције, Русо је био најпопуларнији филозоф међу члановима Јакобинског клуба. Он је сахрањен као национални херој у Пантеону у Паризу, 1794, 16 година након његове смрти.

## Шира биографија
Жан-Жак Русо је био син једне француске избегличке породице која је живела у Женеви. Иако је одгајен као калвиниста, године 1728. постао је католик под утицајем госпође Де Варен (de Warens), његове добротворке и, касније, љубавнице, која је и сама била преобраћена из протестантског пијетизма. Имала је великог удела у формирању његове религиозности, спајајући деистичка веровања, која искључују учења каква су пакао и првородни грех, са неким видом квијетистичког сентиментализма. Током година проведених са њом (1731—1740), Русо је довршио своје непотпуно образовање читањем разноликог штива, укључујући дела Ренеа Декарта, Г. В. Лајбница, Џона Лока, Блеза Паскала и других.
Године 1741. отишао је у Париз, где је упознао Терезу Левасер, служавку, са којом је имао петоро деце и сместио их у болницу за напуштену децу.
Преко Денија Дидроа ушао је у круг енциклопедиста, за које је написао неколико прилога, од којих су сви сем једног били на музичке теме. Године 1750. објавио је своје Discours sur les sciences et les arts, наградни есеј за Дижонску академију, у коме је бранио тезу да технички прогрес и материјална добра кваре људски морал. Године 1754. вратио се у Женеву и поново постао калвиниста, а те исте године написао је Discours sur l’origine et les fondements de l’inégalite parmi les hommes. Инспирисан Х. Гроцијем (H. Grotius), С. Пуфендорфом (S. Pufendorf) и другима, бавио се одређеним темама не узимајући у обзир историјску реалност и, на основу неоправданих претпоставки да је примитивни човек био слободно и срећно биће које је живело у складу са својим инстинктима, без врлине или греха, тврдио да су неједнакости међу људима, наводно, настале из несклада у развоју његових друштвених и власничких инстинкта.
Године 1756. Русо се настанио близу Монморенсија, где је написао дела која ће га прославити. У делу „Жили, или нова Елоиза“ (Julie, ou La Nouvelle Héloïse, 1764), страственој љубавној причи, осуђује друштво које ради конвенција раздваја љубав брака, и брани природну религију засновану на недогматском личном тумачењу Јеванђеља које је, по његовом мишљењу, неопходно за моралност. У делу „Емил, или о васпитању“ (Émile, ou de l’Éducation, 1762) он је развио утопијски програм образовања далеко од неморалног утицаја друштва, а у складу са природом. У чувеном одељку La Profession de foi du vicaire Savoyard он сумира своје религиозне идеје. Био је заговорник једне врсте деизма који, иако сличан деизму просветитељских филозофа у потврди уверења о постојању Бога, душе и будућег живота, који налази крајњу потврду у осећају појединца за лични однос са Богом кроз савест, чији је Он извор и инспирација. У Du contrat social (1762) износи теорију о праведној држави, која је основана на општој вољи народа, израженој кроз законе. И ово дело садржало је поглавље о религији, De la religion civile, где прави разлику између грађанске религије и природне религије. Постулати ове грађанске религије, које намеће држава и који су непроменљиви, баве се истим питањима као и природна религија, забрањују сваку догматску нетолеранцију, и прихватају само оне религије које не тврде да поседују апсолутну истину. „Емил“ је 1762. стављен у Индекс забрањених књига. Дело „О друштвеном уговору“ (Du contrat social) осуђено је у Француској и Женеви, а Русо је првобитно побегао у Нешател, а потом на једну аду у кантону Берна, док је 1766–1777. године био је гост Дејвида Хјума у Енглеској. Али, патећи од маније гоњења, вратио се у Француску где се оженио Терезом Левасер пред природом 1768. године. Године 1772. завршио је своје дело „Исповести“ (Confessions), које је необичан спој таштине и самооптуживања.
После смрти, Русоова филозофија је имала снажан утицај у Европи. У Француској је његове идеје прихватила Револуција, a у Немачкој покрет Штурм унд дранг. Његов утицај на религиозност је био утолико снажнији јер је, за разлику од Волтера, понудио човеку замену за откривену религију која не само што је догматски била једноставна и непотпуна у својим моралним прописима, већ се бавила и његовим емотивним и интелектуалним потребама. Понекад се тврди да је служио хришћанству тиме што је пропагирао основне истине хришћанства међу својим неверујућим савременицима. Тачнија процена могла би гласити да је елиминишући појам о првородном греху и заменивши потребу за благодаћу веровањем у потпуну способност ума, савести и слободне воље, уклонио основе праве вере и постао претеча хуманистичког либерализма.

## Педагошки погледи Русоа
Филозофска, друштвена и политичка разматрања и образлагања која је Русо изнео у својим ранијим радовима послужила су као основа за његово педагошко учење. Увидео је да се друштвена стварност тога доба, може изменити једино ако се пође од основа, а то је било васпитање и образовање младих покољења. У том смислу разрадио је читав систем који је указивао на пут, начин и методе да се постигне нови облик стасавања слободног и независног човека и грађанина. Нови човек, како га је Русо замишљао, требало је да достигне све карактеристике и одлике које га оспособљавају да буде самосвестан и одговоран грађанин, да буде добро васпитана личност коју треба, у пуној мери, да красе одлике љубави, поштења, иницијативе и самопрегора. Русо се угледао на великог античког филозофа Платона, користећи нека његова схватања. У основи Жан-Жаковог педагошког учења се налази настојање да се створи нови, хумани човек, а то је могуће ако се спроведе потпуно нови поступак заснован на природном васпитању.
Под тиме подразумева развој с освртом на узраст, на природу детета коју треба у васпитању безусловно имати у виду и њој се прилагођавати. Русо сматра да васпитање долази од природе, од ствари и од људи. Васпитање природе односи се на унутрашњи развој наше способности, знање које стичемо искуством, с обзиром на предмете који делују на нас, последица су васпитања ствари, а људи нас нас васпитавају тако што нас уче да употребљавамо оно што је природа у нама развила. За добро васпитање неопходно је да све три врсте васпитања јединствено и складно делују. На васпитање природе не можемо утицати, али од нас зависи васпитање које пружају ствари и људи, па је неопходно да оно што зависи од нас буде усаглашено са природом која је непроменљива. Из таквог става Русоа непосредно следи задатак васпитања. Васпитач је дужан да ствара повољне околности за развој детета и да му побољшава услове за стицање искустава. Међутим да би васпитање припремило дете за природно стање, дете најпре треба одвојити од поквареног друштва: "Задатак није толико у томе да се у детету васпитају добре особине, колико у томе да га сачувамо од рђавих утицаја". Русоова генијалност је у томе што је тврдио да се природа детета разликује од природе одраслог човека. Слободу је Русо супротстављао анархији и замишљао је као идеални спој онога што васпитаник жели са оним што намерава васпитач. Зато Русоа у историјско-педагошкој литератури обично сматрају представником слободног васпитања.
Русо је у историјском развоју педагошке мисли имао веома значајну улогу, са изузетно напредним и грађанским погледима, али и са многим противуречностима и назадним идејама. Мора се имати у виду да је живео и стварао у изузетно тешким условима, често прогањан и непосредно пред револуцију, коју је свим срцем помагао. Протест против схоластичке школе, догматизма и средњовековног садржаја наставе, против средњовековне дисциплине и телесних казни, за Русоа је уједно и пут ка рушењу феудалног педагошког система. Као велики хуманиста, он се залаже за право детета, за љубав према детету, за развијање самосталног мишљења, за разумевање према њему. Русо је први у историји васпитања детаљно разрадио васпитање чулних органа, заступао реално образовање, као и везе наставе са животом. Русоова педагогија је добрим делом била историјски и класно ограничена. Ту се пре свега мисли на теорију природног васпитања, која је изграђена на нетачној идеалистичкој основи. Велике погрешке Русоа садржане су и у слободном васпитању, као и потцењивању систематских знања. Његова систематизација детета је неприродна, а његови погледи о жени и женском васпитању су нетачни. Али без обзира на све недостатке Русо је својим педагошким идејама снажно утицао тадашњу и каснију педагошку мисао.

### Периодизација развоја детета
Русо дели човеков развој на четири периода. Први период је доба од рођења до две године. То је период када дете осећа само своју слабост, располаже плачем и сузама, доба телесне неге, која се завршава говором детета. Русо даје много конкретних упутстава у вези са физичким васпитањем на пример дете не треба повијати, пошто новорођенче треба слободно да креће своје удове. Мајке треба саме да доје децу и даје препоруку када треба престати са дојењем. Родитељи треба сами да васпитавају децу, подразумевајући да у томе учествују и очеви. Неопходно је дете јачати физички и навикавати га на умереност, зато не смемо угодити свим његовим жељама. Као и Лок и Русо се залаже за сузбијање дечијих ћуди, истичући да дечијим прохтевима развија у детету егоистичке и деспотске црте. Против дечијег каприца, борићемо се само ако таквом детету не посвећујемо пажњу. Други период траје од друге до дванаесте године. У овом периоду главну улогу према Русоу имају физичко васпитање и развијање чулних органа. Пре него што се почне са умним васпитањем, дете мора да развије чула, јер све што улази у дечије мишљење, допире тамо путем чула. На овом узрасту нема систематског стицања знања. Русо је први истакао принцип природних последица то јест да дете само осети последице својих поступака. Трећи период је од дванаесте до петнаесте године. То је доба умног васпитања, јер дете боље разуме науку, пре свега реалне предмете, као што су географија, астрономија и физика, а не хуманистичка знања, на пример, из историје или књижевности, јер су деца неспособна да разумеју моралне појмове и односе међу људима. За Русоа је важно да се код детета развије радозналост, активност и самосталност, а мање важно је да се науче чињенице и градиво. Ученик треба што више да разуме, да истражује и да у току посматрања проучава. Русо је веома ценио радно васпитање, сматрајући да је рад природна обавеза сваког човека. Четврти период је од петнаесте године до пунолетства. Овај период развоја детета односи се на морално васпитање, на васпитање младог човека за живот са другим људима, за живот у друштву. Улога васпитача је велика и незаобилазна. Он је ту да подстакне пријатељска осећања, љубав према другим људима, искреност и саосећање. Младићи су на овом узрасту спремни за апстракције. С обзиром на то да се у овом периоду јављају полна узбуђења, Русо препоручује да будемо обазриви и да нашим понашањем не пробудимо у детету полне инстинкте.

### Погледи на васпитање жена
Русоови погледи на жену и њено васпитање спадају међу његове најзаосталије погледе. По његовом уверењу између мушкараца и жена постоје велике разлике у способностима и занимањима. Због тих разлика жену треба другачије васпитавати. Првенствено тако да буде спремна и способна бринути се за домаћинство и породицу. Жени није потребан озбиљан умни рад, јер, по његовом уверењу, њен разум није продоран и дубок. Да би била лепа и љупка и да касније рађа здраву децу, треба јој пружити физичко васпитање, а да би била кротка, послушна, верна и усмерена, треба је морално васпитавати. Жена мора бити подређена ауторитету мужа. Русо у свом делу ,,Емил или о васпитању" саветује да се девојчицама већ у детињству даје религиозно васпитање јер ,, кад бисмо хтели чекати, док оне узмогну да се методично баве тим дубоким питањима, изложили бисмо се опасности да то време никада не дочекамо".

## Дела

### Главни радови
- Dissertation sur la musique moderne, 1736
- Discourse on the Arts and Sciences (Discours sur les sciences et les arts), 1750
- Narcissus, or The Self-Admirer: A Comedy, 1752
- „[[Le devin du village]]: an opera” (PDF). Архивирано из оригинала (PDF) 08. 08. 2007. г. Приступљено 18. 03. 2018. Сукоб URL—викивеза (помоћ), 1752,  (21.7 MB)
- Discourse on the Origin and Basis of Inequality Among Men (Discours sur l'origine et les fondements de l'inégalité parmi les hommes), 1754
- Discourse on Political Economy, 1755
- Letter to M. D'Alembert on Spectacles, 1758 (Lettre à d'Alembert sur les spectacles)
- Julie, or the New Heloise (Julie, ou la nouvelle Héloïse), 1761
- Emile, or On Education (Émile, ou de l'éducation), 1762
- The Creed of a Savoyard Priest, 1762 (in Émile)
- The Social Contract, or Principles of Political Right (Du contrat social), 1762
- Four Letters to M. de Malesherbes, 1762
- Pygmalion: a Lyric Scene, 1762
- Letters Written from the Mountain, 1764 (Lettres de la montagne)
- Confessions of Jean-Jacques Rousseau (Les Confessions), 1770, published 1782
- Constitutional Project for Corsica, 1772
- Considerations on the Government of Poland, 1772
- Letters on the Elements of Botany
- Essay on the Origin of Languages, published 1781 (Essai sur l'origine des langues)
- Dialogues: Rousseau, Judge of Jean-Jacques, published 1782
- Reveries of a Solitary Walker, incomplete, published 1782 (Rêveries du promeneur solitaire)

### Издања на енглеском
- Basic Political Writings, trans. Donald A. Cress. Indianapolis: Hackett Publishing, 1987.
- Collected Writings, ed. Roger Masters and Christopher Kelly, Dartmouth: University Press of New England, 1990–2010, 13 vols.
- The Confessions, trans. Angela Scholar. Oxford: Oxford University Press, 2000.
- Emile, or On Education, trans. with an introd. by Allan Bloom, New York: Basic Books, 1979.
- "On the Origin of Language", trans. John H. Moran. In  On the Origin of Language: Two Essays. Chicago: University of Chicago Press. 1986.
- Reveries of a Solitary Walker, trans. Peter France. London: Penguin Books, 1980.
- 'The Discourses' and Other Early Political Writings, trans. Victor Gourevitch. Cambridge: Cambridge University Press, 1997.
- 'The Social Contract' and Other Later Political Writings, trans. Victor Gourevitch. Cambridge: Cambridge University Press, 1997.
- 'The Social Contract, trans. Maurice Cranston. Penguin: Penguin Classics Various Editions, 1968–2007.
- The Political writings of Jean-Jacques Rousseau, edited from the original MCS and authentic editions with introduction and notes by C.E.Vaughan, Blackwell, Oxford, 1962. (In French but the introduction and notes are in English).

### Онлајн текстови
- Jean-Jacques Rousseau на сајту Пројекат Гутенберг (језик: енглески)
- Жан Жак Русо на сајту Internet Archive (језик: енглески)
- Жан Жак Русо на сајту LibriVox (језик: енглески)
- A Discourse on the Moral Effects of the Arts and Sciences English translation
- Confessions of Jean-Jacques Rousseau English translation, as published by Project Gutenberg, 2004 [EBook #3913]
- Considerations on the Government of Poland English translation
- Constitutional Project for Corsica English translation
- Discourse on Political Economy English translation
- Discourse on the Origin and Basis of Inequality Among Men English translation
- The Social Contract, Or Principles of Political Right English translation
- Шаблон:PDFWayback English translation
- „Full Ebooks of Rousseau in French”. Архивирано из оригинала 23. 12. 2008. г. on the website 'La philosophie'
- Mondo Politico Library's presentation of Jean-Jacques Rousseau's book, The Social Contract (G.D.H. Cole translation; full text)
- „Narcissus, or The Self-Admirer: A Comedy”. Архивирано из оригинала 14. 08. 2004. г. English translation
- „Project Concerning New Symbols for Music”. Архивирано из оригинала 13. 10. 2004. г. Приступљено 18. 03. 2018. French text and English translation, archived from „Rousseau.HTML”. Архивирано из оригинала 23. 07. 2008. г. Приступљено 18. 03. 2018.
- (језик: француски) Texts of J.-J. Rousseau and biography at athena.unige.ch
- (језик: француски) Full Text of J.-J. Rousseau